# Űrkedvencek
Az Űrkedvencek (eredeti címén Pet Alien) amerikai televíziós rajzfilmsorozat. Magyarországon és Amerikában egyaránt a rajzfilmekre szakosodott Cartoon Network televízióadó sugározza.

## Ismertető
Dinko és barátai elhagyják az otthonukat, a Komforma nevű bolygót, és az űrhajójukkal DeSpray öböl városában egy Tommy Cadle nevű gyerek világítótornyának tetején landolnak. Tommy Cadle, a földi fiú és Dinko az űrlény örök barátságot kötnek.

## Szereplők
- Tommy Cadle – egy 12 éves átlagos fiú, aki minden versenyen harmadik lesz… Egy világítótoronyban él az űrlény-barátaival. Dinko mindig mindentől megvédi őt.
- Dinko – egy zöld űrlény, Comformáról jött barátaival együtt. Legjobb barátjával, Tommyval él, akit Földlakó Tommynak nevez.
- Gumpers – egy nagy rózsaszín űrlény. Szeret enni, és evés után nagyokat szokott böfögni. Gyakorlatilag bármit képes megenni.
- Swanky – a beképzelt, előkelősködő, és szerencsétlen kék űrlény. Sokat bántja az élet. A többi űrlényt csak dilinyósok-nak hívja.
- Flip – egy sokszínű, bolondos, madárszerű űrlény.
- Scrapy – Dinkoék „kutyája”. Valójában egy lila űrlény, aki úgy szokott viselkedni, mint egy kutya.
- Melba Menners – a „zsarnokoskodó szomszéd” lány, aki mindig első a versenyeken. Tommy egyik osztálytársa.
- Gabi – Tommy osztálytársa és szomszédja. A lány szerelmes Tommyba.
- Granvill – egy norvég származású fiú. Van egy bábuja, „akit” Puff Admirális-nak hív. Granvill DeSpray öböl szélén lakik egy hegytetőn épített villában. A fiú reménytelenül szerelmes Melbába és azt képzeli; hogy a lány Tommy miatt nem foglalkozik vele.
- Spangley kapitány – egy öreg tengerész, aki fél a víztől… A kikötőben lakik és édességboltot vezet, ahol karamellt (taffy) árul.

## Epizódok
| #             | Magyar cím                            | Eredeti cím                            |  |
| ------------- | ------------------------------------- | -------------------------------------- |  |
|               |                                       |                                        |  |
| ELSŐ ÉVAD     |                                       |                                        |  |
|               |                                       |                                        |  |
| 01            | A rákká változott fiú                 | The Boy With Six Legs                  |  |
| 01            | Gonosz császár                        | Evil Emperor                           |  |
|               |                                       |                                        |  |
| 02            | A Csodálatos Atom Tom                 | The Amazing Atomic Tommy               |  |
| 02            | A pusztulás krátere                   | Crater Of Doom                         |  |
|               |                                       |                                        |  |
| 03            | Tomi Kong                             | Attack Of The 50 ft Boy                |  |
| 03            | Szörny a szekrényből                  | It Came From The Closet                |  |
|               |                                       |                                        |  |
| 04            | Gumpi menyasszonya                    | The Bride Of Gumpers                   |  |
| 04            | A barát a sarkon                      | The Thing On The Corner                |  |
|               |                                       |                                        |  |
| 05            | A szakállas tinédzser                 | I Was A Teenage Bearded Boy            |  |
| 05            | Szökés a büntetésből                  | Escape From Detention X                |  |
|               |                                       |                                        |  |
| 06            | Katasztrófadoboz                      | Box Of Doom                            |  |
| 06            | A rágcsáló támadása                   | Assault Of A Rodent                    |  |
|               |                                       |                                        |  |
| 07            | Jönnek az űrből                       | They Came From Outer Space             |  |
| 07            | Iszonyú ölelés                        | Tentacles Of Terror                    |  |
|               |                                       |                                        |  |
| 08            | A nagy film őrület                    | The Great Movie Massacre               |  |
| 08            | Nincs többé Kedd                      | The Day That Wouldn’t End              |  |
|               |                                       |                                        |  |
| 09            | Akkor jön, amikor alszol              | It Comes When You Sleep                |  |
| 09            | A Werescruffy támadása                | Attack Of The Werescruffy              |  |
|               |                                       |                                        |  |
| 10            | A végzet hangja                       | Sounds Of Doom                         |  |
| 10            | Sötétség                              | Darkness                               |  |
|               |                                       |                                        |  |
| 11            | Eljön a szívedért                     | She Comes For Your Heart               |  |
| 11            | A szörny, aki ellopta a szívem        | Beast Who Stole My Heart               |  |
|               |                                       |                                        |  |
| 12            | A sétáló ágyúlövedék estéje           | Night Of The Walking Cannonball        |  |
| 12            | Mindig a tornácra                     | It Landed On The Porch                 |  |
|               |                                       |                                        |  |
| 13            | A Triffidek öble                      | Bay Of The Triffid                     |  |
| 13            | A pusztulás doktora                   | Doctor Of Doom                         |  |
|               |                                       |                                        |  |
| MÁSODIK ÉVAD  |                                       |                                        |  |
|               |                                       |                                        |  |
| 14            | A ballonok inváziója                  | Invasion Of The Baloon People          |  |
| 14            | A kis szörny labda                    | The Little Monster Ball                |  |
|               |                                       |                                        |  |
| 15            | Az elfelejtett méretű Föld            | The Land That Size Forgot              |  |
| 15            | A kifogyott kaja napja                | The Day The Food Expired               |  |
|               |                                       |                                        |  |
| 16            | Hüvelykujjak                          | The Evil That Thumbs Do                |  |
| 16            | TV rémület                            | Terror TV                              |  |
|               |                                       |                                        |  |
| 17            | Rossz vér a túlról                    | Bad Blood From Beyond                  |  |
| 17            | A nap időre nyugodtan áll             | The Day Time Stood Still               |  |
|               |                                       |                                        |  |
| 18            | Horrorszkóp                           | Horror Scope                           |  |
| 18            | Pánik ügy                             | Scare Affair                           |  |
|               |                                       |                                        |  |
| 19            | Lámpaláz                              | Stage Fright                           |  |
| 19            | A macskaember éjszakája               | Night Of The Cat People                |  |
|               |                                       |                                        |  |
| 20            | A szörnyű pulykakakas visszatérése    | Return Of The Ghastly Gobbler          |  |
| 20            | Szállítás és kezelés nincs benne      | Shipping And Handling Not Included     |  |
|               |                                       |                                        |  |
| 21            | A fiú, akiből lesz valami             | The Boy Who Became Something…          |  |
| 21            | A düh elszabadult szörnye             | Unleashed Beast Of Fury                |  |
|               |                                       |                                        |  |
| 22            | Swanky szörny                         | The Creature Of The Spray Bay          |  |
| 22            | Az űrlény, aki eladta a világot       | The Alien Who Sold The World           |  |
|               |                                       |                                        |  |
| 23            | Óvakodj a döntéstevőtől               | Beware The Decider Maker               |  |
| 23            | Űrlényválasztás                       | I Voted For An Alien                   |  |
|               |                                       |                                        |  |
| 24            | A kalóz és az ő kutyája               | A Pirate And His Dog                   |  |
| 24            | Elvették Tomi agyát                   | They Took Tommy’s Brain                |  |
|               |                                       |                                        |  |
| 25            | A fiú, aki túl sok karamellt evett    | The Boy Who Ate Too Much Taffy         |  |
| 25            | A repülő fej                          | The Floating Head                      |  |
|               |                                       |                                        |  |
| 26            | Az idő végzete                        | The Time That Time Ended               |  |
| 26            | Az ítélet nap                         | The Day Of Judgement                   |  |
|               |                                       |                                        |  |
| HARMADIK ÉVAD |                                       |                                        |  |
|               |                                       |                                        |  |
| 27            | A lény, aki elhagyott                 | The Creature Who Left                  |  |
| 27            | Titkos Társaságok                     | It Came From The Fanclub               |  |
|               |                                       |                                        |  |
| 28            | A világ hamburger nélkül              | A World Without Hamburgers             |  |
| 28            | A gonosz, aki megszállta a lábamat    | The Evil That Pinched My Feet          |  |
|               |                                       |                                        |  |
| 29            | A földi fiúnak védelemre van szüksége | The Earth Boy Who Needed Protection    |  |
| 29            | A 20 méter magas Tommy                | Seventy Foot Tommy                     |  |
|               |                                       |                                        |  |
| 30            | A pusztulás sziget                    | Island Of Doom                         |  |
| 30            | Ő                                     | Him                                    |  |
|               |                                       |                                        |  |
| 31            | A vendég aki nem megy el              | The Guest Who Wouldn’t Leave… Ever     |  |
| 31            | Pucér Űrlények                        | Day Of The Naked Aliens                |  |
|               |                                       |                                        |  |
| 32            | Mester pékek                          | Master Bakers!                         |  |
| 32            | A borzalmas Klattu                    | The Horror That Is Klattou             |  |
|               |                                       |                                        |  |
| 33            | Úgy jár, úgy beszél, mint egy űrlény  | He Walks And Talks Like An Alien       |  |
| 33            | A két + 1 Tommy éjszakája             | The Night Of Two Tommys +1             |  |
|               |                                       |                                        |  |
| 34            | Az alvó Tommy esete                   | Curse Of The Frozen Tommy              |  |
| 34            | A norvég fiú szerelmes                | Night Of The Norwegian Boy             |  |
|               |                                       |                                        |  |
| 35            | A láthatatlan fiú átka                | Curse Of The Invisible Boy             |  |
| 35            | A végzet távirányítója                | Remote Control Of Doom                 |  |
|               |                                       |                                        |  |
| 36            | Elvitték a WC-t                       | They Took The Toilet To Outer Space    |  |
| 36            | Kis telefon nagy őrültség             | This Phone, This Insanity!             |  |
|               |                                       |                                        |  |
| 37            | Az alumínium jegy                     | They Had An Aluminium Ticket           |  |
| 37            | Rémálom a csiga                       | The Slo-Mo Terror                      |  |
|               |                                       |                                        |  |
| 38            |                                       | Trapped In The Pink Purse Dimension    |  |
| 38            | Race With The Clinton                 |                                        |  |
|               |                                       |                                        |  |
| 39            |                                       | Big Hand Of Fate                       |  |
| 39            | The Beast That’s Stuck In My Foot     |                                        |  |
|               |                                       |                                        |  |
| NEGYEDIK ÉVAD |                                       |                                        |  |
|               |                                       |                                        |  |
| 40            |                                       | The Black Eye Of Doom                  |  |
| 40            | The Sheriff Was An Alien              |                                        |  |
|               |                                       |                                        |  |
| 41            |                                       | Crevice Of Doom                        |  |
| 41            | She Came From Conforma!               |                                        |  |
|               |                                       |                                        |  |
| 42            |                                       | Terror In My Nose                      |  |
| 42            | Belch Of Destruction                  |                                        |  |
|               |                                       |                                        |  |
| 43            |                                       | Gumpers Of The Fututre                 |  |
| 43            | Planet Of The Granvilles              |                                        |  |
|               |                                       |                                        |  |
| 44            |                                       | The Boy Who Cried „Waaah!”             |  |
| 44            | The Cow Says „Moo!”                   |                                        |  |
|               |                                       |                                        |  |
| 45            |                                       | Duet From Another Dimension!           |  |
| 45            | The Doctor Is In… Sane!               |                                        |  |
|               |                                       |                                        |  |
| 46            |                                       | The Horrible Workout Of Evil           |  |
| 46            | The Incredible Floating Boy           |                                        |  |
|               |                                       |                                        |  |
| 47            |                                       | The Lookalike Girl Of Evil             |  |
| 47            | Uranus Awaits                         |                                        |  |
|               |                                       |                                        |  |
| 48            |                                       | The Night My Brain Froze               |  |
| 48            | Scout’s Horror!                       |                                        |  |
|               |                                       |                                        |  |
| 49            |                                       | When TV Ruled The World                |  |
| 49            | The Thing With The Ugly Face          |                                        |  |
|               |                                       |                                        |  |
| 50            |                                       | Dr. Jekyll And Mr. Swanky              |  |
| 50            | The Day That Flip Stood Still         |                                        |  |
|               |                                       |                                        |  |
| 51            |                                       | When Clinton Ruled The World!          |  |
| 51            | Beware The Crack!                     |                                        |  |
|               |                                       |                                        |  |
| 52            |                                       | The Alien Who Invaded The Taffy Shoppe |  |
| 52            | Hammy Of Earth!                       |                                        |  |
|               |                                       |                                        |  |